# IC 1510-2
IC 1510-2 — галактика типу S (спіральна галактика) у сузір'ї Риби.
Цей об'єкт міститься в оригінальній редакції індексного каталогу.